# Torneo Apertura 2017 (Honduras)
El Torneo Apertura 2017 (también llamado Copa Salva Vida de Apertura 2017, por motivos de patrocinio), fue la (72.ª edición) de la Liga Nacional de Honduras, siendo el primer torneo de la Temporada 2017-18. Comenzara a disputarse el día 29 de julio y culminará el 30 de diciembre de 2017.
El mejor campeón del campeonato clasificará a la Liga de Campeones de la Concacaf 2019. Mientras que los subcampeones de ambos torneos cortos accederán a la Liga Concacaf 2018.

## Sistema de competición

### Fase de clasificación
En la fase de clasificación se observará el sistema de puntos. La ubicación en la tabla general está sujeta a lo siguiente:
- Por juego ganado se obtendrán tres puntos.
- Por juego empatado se obtendrá un punto.
- Por juego perdido no se otorgan puntos.

El campeonato se jugará con un sistema de «Todos contra Todos» entre los diez equipos participantes. Los partidos estarán definidos en 18 jornadas, y al finalizar las mismas los primeros dos lugares clasificarán de manera automática a las semifinales, mientras que los equipos que ocuparon el 3°, 4°, 5° y 6° puesto tendrán que jugar la «Liguilla final» (repechajes) en partidos de ida y vuelta; el resto de los equipos quedará sin ninguna opción a pelear por el título.

### Fase final
La fase final se definirá por las siguientes etapas:
- Repechajes
- Semifinales
- Final

A las semifinales clasificarán los dos equipos vencedores de la «Liguilla final» y los antes clasificados de manera directa. Cada uno de estos cuatro equipos se enfrentarán en dos partidos (ida y vuelta) y el que logre anotar el mayor número de goles obtendrá un cupo en la «Gran Final». De existir empate en el número de goles anotados, la clasificación se definirá a través del Reglamento, es decir, el equipo que haya anotado el mayor número de goles en condición de visitante.
Disputarán el título de Campeón del Torneo de Apertura 2017 los dos clubes vencedores de la fase semifinal correspondiente, reubicándolos del uno al dos, de acuerdo a su mejor posición en la Tabla de Clasificación al término de la jornada 18.

## Información de los equipos

### Ascenso y descenso
| Pos | a la Liga Nacional |
| --- | ------------------ |
| 1º  | UPNFM              |

| Pos | a la Liga de Ascenso |
| --- | -------------------- |
| 10º | Social Sol           |

### Equipos participantes
| Equipo            | Ciudad         | Entrenador       | Estadio                                                           | Aforo                | Primera participación |
| ----------------- | -------------- | ---------------- | ----------------------------------------------------------------- | -------------------- | --------------------- |
| Olimpia           | Tegucigalpa    | Carlos Restrepo  | Tiburcio Carías Andino                                            | 35,000               | 1965                  |
| Motagua           | Tegucigalpa    | Diego Vásquez    | Tiburcio Carías Andino                                            | 35,000               | 1965                  |
| Real España       | San Pedro Sula | Martín García    | General Francisco Morazán Olímpico Metropolitano                  | 20,000 40,000        | 1965                  |
| Marathón          | San Pedro Sula | Héctor Vargas    | General Francisco Morazán Olímpico Metropolitano Yankel Rosenthal | 20,000 40,000 15,000 | 1965                  |
| Vida              | La Ceiba       | Héctor Castellón | Municipal Ceibeño                                                 | 20,000               | 1965                  |
| Platense          | Puerto Cortés  | Jairo Ríos       | Excelsior                                                         | 15,000               | 1965                  |
| Real Sociedad     | Tocoa          | Douglas Munguía  | Francisco Martínez Durón                                          | 10,000               | 2012                  |
| Honduras Progreso | El Progreso    | Nerlin Membreño  | Humberto Micheletti                                               | 5,000                | 1965                  |
| Juticalpa F. C.   | Juticalpa      | Mauro Reyes      | Juan Ramón Brevé Vargas                                           | 22,000               | 2015                  |
| UPNFM             | Tegucigalpa    | Salomón Nazar    | Tiburcio Carías Andino                                            | 35,000               | 2017                  |

### Equipos por zona geográfica
| Honduras Progreso Motagua Olimpia Real Sociedad Real España Marathón Vida UPNFM Platense Juticalpa FC \| Departamento \| N.º \| Equipos \| \| ----------------- \| --- \| -------------------------------- \| \| Cortés \| 3 \| Marathon, Platense y Real España \| \| Francisco Morazán \| 3 \| Motagua, Olimpia y UPNFM \| \| Yoro \| 1 \| Honduras Progreso \| \| Atlántida \| 1 \| Vida \| \| Colón \| 1 \| Real Sociedad \| \| Olancho \| 1 \| Juticalpa F. C. \| |     |                                  |
| Departamento | N.º | Equipos                          |
| Cortés | 3   | Marathon, Platense y Real España |
| Francisco Morazán | 3   | Motagua, Olimpia y UPNFM         |
| Yoro | 1   | Honduras Progreso                |
| Atlántida | 1   | Vida                             |
| Colón | 1   | Real Sociedad                    |
| Olancho | 1   | Juticalpa F. C.                  |

### Cambios de entrenadores
| Equipo            | Entrenador saliente | Jornadas | Nuevo entrenador | Jornadas |
| ----------------- | ------------------- | -------- | ---------------- | -------- |
| Honduras Progreso | Wilmer Cruz         | 1 - 4    | Nerlin Membreño  | 5 -      |
| Platense          | Reynaldo Clavasquín | 1 - 7    | Jairo Ríos       | 8 -      |
| Real Sociedad     | Carlos Martínez     | -        | Douglas Munguía  | -        |
| Real España       | Ramón Maradiaga     | 1 - 12   | Erick Gallegos   | 13 -     |
| Real España       | Erick Gallegos      | -        | Martín García    | -        |

## Fase de clasificación

### Primera vuelta
| Real España        | 1 - 0 | Platense      | Estadio Morazán             | 5 de agosto | 19:00 |
| Juticalpa          | 3 - 1 | UPNFM         | Estadio Juan Ramón Brevé    | 6 de agosto | 14:00 |
| Vida               | 1 - 1 | Marathon      | Estadio Ceibeño             | 6 de agosto | 15:00 |
| Motagua            | 1 - 1 | Real Sociedad | Estadio Carlos Miranda      | 6 de agosto | 15:00 |
| Honduras Progreso  | 0 - 1 | Olimpia       | Estadio Humberto Micheletti | 6 de agosto | 16:00 |
| Total de goles: 10 |       |               |                             |             |       |

| UPNFM             | 2 - 1 | Real España       | Estadio Nacional           | 12 de agosto | 14:00 |
| Marathon          | 1 - 0 | Platense          | Estadio Yankel Rosenthal   | 12 de agosto | 15:00 |
| Juticalpa FC      | 2 - 2 | Motagua           | Estadio Juan Ramón Brevé   | 13 de agosto | 14:00 |
| Real Sociedad     | 0 - 1 | Honduras Progreso | Estadio Francisco Martínez | 13 de agosto | 14:00 |
| Olimpia           | 0 - 0 | Vida              | Estadio Nacional           | 13 de agosto | 16:00 |
| Total de goles: 9 |       |                   |                            |              |       |

| Motagua            | 1 - 0 | Marathon      | Estadio Carlos Miranda      | 3 de septiembre  | 19:00 |
| Honduras Progreso  | 1 - 2 | UPNFM         | Estadio Humberto Micheletti | 2 de septiembre  | 19:00 |
| Vida               | 1 - 2 | Real Sociedad | Estadio Ceibeño             | 3 de septiembre  | 15:00 |
| Real España        | 2 - 0 | Olimpia       | Estadio Morazán             | 3 de septiembre  | 16:00 |
| Platense           | 1 - 2 | Juticalpa FC  | Estadio Excelsior           | 20 de septiembre | 19:00 |
| Total de goles: 12 |       |               |                             |                  |       |

| Olimpia            | 1 - 0 | UPNFM        | Estadio Nacional            | 29 de julio  | 19:00 |
| Marathon           | 3 - 2 | Juticalpa FC | Estadio Yankel Rosenthal    | 26 de agosto | 15:00 |
| Real Sociedad      | 0 - 0 | Real España  | Estadio Francisco Martínez  | 27 de agosto | 13:00 |
| Platense           | 1 - 0 | Vida         | Estadio Excelsior           | 27 de agosto | 15:00 |
| Honduras Progreso  | 2 - 3 | Motagua      | Estadio Humberto Micheletti | 27 de agosto | 15:00 |
| Total de goles: 12 |       |              |                             |              |       |

| UPNFM              | 0 - 0 | Platense          | Estadio Nacional               | 9 de septiembre  | 15:00 |
| Motagua            | 1 - 1 | Olimpia           | Estadio Emilio Williams Agasse | 9 de septiembre  | 18:00 |
| Real España        | 4 - 0 | Marathon          | Estadio Morazán                | 9 de septiembre  | 19:00 |
| Juticalpa FC       | 1 - 1 | Real Sociedad     | Estadio Juan Ramón Brevé       | 10 de septiembre | 14:00 |
| Vida               | 5 - 3 | Honduras Progreso | Estadio Ceibeño                | 10 de septiembre | 15:00 |
| Total de goles: 16 |       |                   |                                |                  |       |

| Real Sociedad      | 1 - 2 | UPNFM        | Estadio Francisco Martínez  | 13 de septiembre | 15:00 |
| Real España        | 2 - 1 | Juticalpa FC | Estadio Morazán             | 13 de septiembre | 19:00 |
| Honduras Progreso  | 4 - 3 | Marathon     | Estadio Humberto Micheletti | 13 de septiembre | 19:15 |
| Motagua            | 0 - 0 | Vida         | Estadio Carlos Miranda      | 14 de septiembre | 19:00 |
| Platense           | 1 - 2 | Olimpia      | Estadio Excelsior           | 7 de octubre     | 19:00 |
| Total de goles: 16 |       |              |                             |                  |       |

| Real Sociedad      | 1 - 0 | Platense          | Estadio Francisco Martínez | 17 de septiembre | 14:00 |
| Juticalpa FC       | 3 - 1 | Honduras Progreso | Estadio Juan Ramón Bréve   | 17 de septiembre | 14:00 |
| Marathon           | 3 - 2 | Olimpia           | Estadio Yankel Rosenthal   | 17 de septiembre | 15:00 |
| Motagua            | 2 - 1 | Real España       | Estadio Carlos Miranda     | 17 de septiembre | 16:00 |
| UPNFM              | 0 - 1 | Vida              | Estadio Nacional           | 20 de septiembre | 19:00 |
| Total de goles: 16 |       |                   |                            |                  |       |

| UPNFM              | 1 - 0 | Marathon          | Estadio Nacional  | 23 de septiembre | 15:00 |
| Real España        | 3 - 2 | Honduras Progreso | Estadio Morazán   | 23 de septiembre | 19:00 |
| Platense           | 4 - 3 | Motagua           | Estadio Excelsior | 24 de septiembre | 15:00 |
| Vida               | 1 - 1 | Juticalpa FC      | Estadio Ceibeño   | 24 de septiembre | 15:00 |
| Olimpia            | 2 - 1 | Real Sociedad     | Estadio Nacional  | 24 de septiembre | 16:00 |
| Total de goles: 18 |       |                   |                   |                  |       |

| Marathon           | 2 - 0 | Real Sociedad | Estadio Yankel Rosenthal    | 27 de septiembre | 15:00 |
| Juticalpa FC       | 2 - 2 | Olimpia       | Estadio Juan Ramón Brevé    | 27 de septiembre | 19:00 |
| Vida               | 1 - 1 | Real España   | Estadio Ceibeño             | 27 de septiembre | 19:00 |
| Honduras Progreso  | 5 - 1 | Platense      | Estadio Humberto Micheletti | 27 de septiembre | 19:15 |
| Motagua            | 1 - 1 | UPNFM         | Estadio Nacional            | 28 de septiembre | 19:00 |
| Total de goles: 16 |       |               |                             |                  |       |

## Segunda Ronda
| Marathon           | 1 - 0 | Vida              | Estadio Yankel Rosenthal   | 30 de septiembre | 15:30 |
| Real Sociedad      | 0 - 2 | Motagua           | Estadio Francisco Martínez | 1 de octubre     | 13:00 |
| UPNFM              | 3 - 1 | Juticalpa FC      | Estadio Carlos Miranda     | 1 de octubre     | 15:00 |
| Olimpia            | 3 - 0 | Honduras Progreso | Estadio Nacional           | 1 de octubre     | 16:00 |
| Platense           | 3 - 1 | Real España       | Estadio Excelsior          | 1 de noviembre   | 19:00 |
| Total de goles: 14 |       |                   |                            |                  |       |

| Vida               | 1 - 0 | Olimpia       | Estadio Ceibeño             | 13 de octubre | 19:00 |
| Honduras Progreso  | 2 - 2 | Real Sociedad | Estadio Humberto Micheletti | 13 de octubre | 19:15 |
| Real España        | 2 - 3 | UPNFM         | Estadio Morazán             | 14 de octubre | 19:00 |
| Platense           | 0 - 3 | Marathon      | Estadio Excelsior           | 15 de octubre | 15:00 |
| Motagua            | 3 - 2 | Juticalpa FC  | Estadio Nacional            | 15 de octubre | 16:00 |
| Total de goles: 18 |       |               |                             |               |       |

| Marathon           | 1 - 2 | Motagua           | Estadio Yankel Rosenthal   | 21 de octubre | 15:30 |
| UPNFM              | 3 - 2 | Honduras Progreso | Estadio Nacional           | 21 de octubre | 16:00 |
| Juticalpa FC       | 5 - 1 | Platense          | Estadio Juan Ramón Brevé   | 22 de octubre | 14:00 |
| Real Sociedad      | 2 - 1 | Vida              | Estadio Francisco Martínez | 22 de octubre | 14:00 |
| Olimpia            | 3 - 0 | Real España       | Estadio Nacional           | 22 de octubre | 16:00 |
| Total de goles: 20 |       |                   |                            |               |       |

| Juticalpa FC       | 3 - 0 | Marathon          | Estadio Juan Ramón Brevé | 25 de octubre  | 19:00 |
| Real España        | 2 - 3 | Real Sociedad     | Estadio Morazán          | 26 de octubre  | 19:00 |
| Vida               | 3 - 0 | Platense          | Estadio Ceibeño          | 26 de octubre  | 19:00 |
| Motagua            | 1 - 0 | Honduras Progreso | Estadio Nacional         | 26 de octubre  | 19:00 |
| UPNFM              | 0 - 2 | Olimpia           | Estadio Nacional         | 1 de noviembre | 19:00 |
| Total de goles: 14 |       |                   |                          |                |       |

| Real Sociedad     | 0 - 2 | Juticalpa FC | Estadio Francisco Martínez  | 29 de octubre | 14:00 |
| Platense          | 2 - 0 | UPNFM        | Estadio Excelsior           | 29 de octubre | 15:00 |
| Marathon          | 1 - 0 | Real España  | Estadio Yankel Rosenthal    | 29 de octubre | 15:00 |
| Olimpia           | 0 - 0 | Motagua      | Estadio Nacional            | 29 de octubre | 16:00 |
| Honduras Progreso | 2 - 1 | Vida         | Estadio Humberto Micheletti | 29 de octubre | 19:15 |
| Total de goles: 8 |       |              |                             |               |       |

| Marathon           | 1 - 0 | Honduras Progreso | Estadio Yankel Rosenthal | 4 de noviembre | 15:00 |
| UPNFM              | 4 - 2 | Real Sociedad     | Estadio Nacional         | 4 de noviembre | 16:00 |
| Juticalpa FC       | 2 - 3 | Real España       | Estadio Juan Ramón Brevé | 5 de noviembre | 14:00 |
| Vida               | 2 - 1 | Motagua           | Estadio Ceibeño          | 5 de noviembre | 15:00 |
| Olimpia            | 3 - 0 | Platense          | Estadio Nacional         | 5 de noviembre | 16:00 |
| Total de goles: 18 |       |                   |                          |                |       |

| Platense           | 4 - 2 | Real Sociedad | Estadio Excelsior           | 8 de noviembre  | 19:00 |
| Vida               | 1 - 1 | UPNFM         | Estadio Ceibeño             | 8 de noviembre  | 19:00 |
| Honduras Progreso  | 1 - 2 | Juticalpa FC  | Estadio Humberto Micheletti | 9 de noviembre  | 19:15 |
| Real España        | 3 - 2 | Motagua       | Estadio Morazán             | 18 de noviembre | 19:00 |
| Olimpia            | 0 - 1 | Marathon      | Estadio Nacional            | 19 de noviembre | 16:00 |
| Total de goles: 17 |       |               |                             |                 |       |

| Marathon           | 5 - 0 | UPNFM       | Estadio Yankel Rosenthal    | 11 de noviembre | 15:00 |
| Real Sociedad      | 2 - 1 | Olimpia     | Estadio Francisco Martínez  | 12 de noviembre | 14:00 |
| Juticalpa FC       | 4 - 1 | Vida        | Estadio Juan Ramón Brevé    | 12 de noviembre | 14:00 |
| Honduras Progreso  | 0 - 2 | Real España | Estadio Humberto Micheletti | 12 de noviembre | 15:00 |
| Motagua            | 5 - 1 | Platense    | Estadio Nacional            | 12 de noviembre | 16:00 |
| Total de goles: 21 |       |             |                             |                 |       |

| Platense           | 1 - 0 | Honduras Progreso | Estadio Excelsior          | 19 de noviembre | 15:00 |
| Real Sociedad      | 2 - 0 | Marathon          | Estadio Francisco Martínez | 23 de noviembre | 15:00 |
| Olimpia            | 4 - 1 | Juticalpa FC      | Estadio Nacional           | 24 de noviembre | 19:00 |
| Real España        | 3 - 0 | Vida              | Estadio Morazán            | 24 de noviembre | 19:00 |
| UPNFM              | 0 - 1 | Motagua           | Estadio Carlos Miranda     | 24 de noviembre | 19:00 |
| Total de goles: 12 |       |                   |                            |                 |       |

## Torneo Apertura

### Fase regular
Simbología:

Pts: puntos acumulados.

PJ: partidos jugados.

PG: partidos ganados.

PE: partidos empatados.

PP: partidos perdidos.

GF: goles a favor.

GC: goles en contra.

|                                                |     | Equipo            | PJ | G  | E | P  | GF | GC | Dif. | Pts |
| ---------------------------------------------- | --- | ----------------- | -- | -- | - | -- | -- | -- | ---- | --- |
|                                                | 1.  | Marathón          | 18 | 11 | 1 | 6  | 27 | 21 | +6   | 34  |
|                                                | 2.  | Motagua           | 18 | 9  | 6 | 3  | 31 | 21 | +10  | 33  |
|                                                | 3.  | Olimpia           | 18 | 9  | 4 | 5  | 27 | 15 | +12  | 31  |
|                                                | 4.  | Real España       | 18 | 9  | 2 | 7  | 31 | 25 | +6   | 29  |
|                                                | 5.  | Juticalpa F. C.   | 18 | 8  | 4 | 6  | 39 | 30 | +9   | 28  |
|                                                | 6.  | UPNFM             | 18 | 7  | 3 | 8  | 22 | 28 | -6   | 24  |
|                                                | 7.  | Real Sociedad     | 18 | 6  | 4 | 8  | 22 | 28 | -6   | 22  |
|                                                | 8.  | Vida              | 18 | 5  | 6 | 7  | 20 | 23 | -3   | 21  |
|                                                | 9.  | Platense          | 18 | 6  | 1 | 11 | 20 | 37 | -17  | 19  |
|                                                | 10. | Honduras Progreso | 18 | 4  | 1 | 13 | 26 | 37 | -11  | 13  |
| Última actualización: 23 de noviembre de 2017. |     |                   |    |    |   |    |    |    |      |     |

|  | Clasificado directo a semifinales |
|  | Clasificado a la fase final       |
|  | Último Lugar                      |

### Goleadores
| Pos. | Jugador              | Equipo          | Goles |
| ---- | -------------------- | --------------- | ----- |
| 1.°  | Yustin Arboleda      | Marathón        | 13    |
| 1.°  | Rubilio Castillo     | Motagua         | 13    |
| 2.°  | Darixon Vuelto       | Real España     | 9     |
| 3.°  | Roger Rojas          | Olimpia         | 8     |
| 4.°  | Jairo Róchez         | UPNFM           | 7     |
| 4.°  | Gerson Tinoco        | Juticalpa F. C. | 7     |
| 5.°  | Jamal Charles        | Vida            | 6     |
| 5.°  | Diego Reyes          | Real Sociedad   | 6     |
| 5.°  | Mayron Flores        | UPNFM           | 6     |
| 5.°  | Ovidio Lanza         | Juticalpa F. C. | 6     |
| 5.°  | Osman Melgares       | Real Sociedad   | 6     |
| 5.°  | Marco Tulio Vega     | Motagua         | 6     |
| 5.°  | Brunet Hay           | Platense        | 6     |
| 5.°  | Christian Altamirano | Real España     | 6     |

## Fase final
|  | Repechajes | Repechajes  | Repechajes | Repechajes | Repechajes |  |  | Semifinales | Semifinales | Semifinales | Semifinales | Semifinales |  |  | Final | Final       | Final | Final | Final |
|  |            |             |            |            |            |  |  |             |             |             |             |             |  |  |       |             |       |       |       |
|  |            |             |            |            |            |  |  | 1°          | Marathón    | 0           | 3           | 3           |  |  |       |             |       |       |       |
|  | 4°         | Real España | 3          | 2          | 5          |  |  | 4°          | Real España | 3           | 1           | 4           |  |  |       |             |       |       |       |
|  | 5°         | Juticalpa   | 2          | 0          | 2          |  |  |             |             |             |             |             |  |  | 2°    | Motagua     | 0     | 2     | 2     |
|  |            |             |            |            |            |  |  |             |             |             |             |             |  |  | 4°    | Real España | 2     | 1     | 3     |
|  |            |             |            |            |            |  |  | 2°          | Motagua     | 0           | 3           | 3           |  |  |       |             |       |       |       |
|  | 3°         | Olimpia     | 2          | 2          | 4          |  |  | 3°          | Olimpia     | 2           | 1           | 3           |  |  |       |             |       |       |       |
|  | 6°         | UPNFM       | 2          | 0          | 2          |  |  |             |             |             |             |             |  |  |       |             |       |       |       |

### Repechajes
| 6 de diciembre de 2017, 14:00. | UPNFM                           | 2:2 | Olimpia                          | Estadio Nacional, Tegucigalpa. |                              |
|                                | Flores 56' (pen.) · Montoya 83' |     | Estupiñán 54' · López 87' (pen.) | Árbitro(s): Melvin Matamoros   | Árbitro(s): Melvin Matamoros |

| 9 de diciembre de 2017, 14:30.    | Olimpia              | 2:0 | UPNFM | Estadio Nacional, Tegucigalpa. |                           |
|                                   | Moya 30' · Rojas 84' |     |       | Árbitro(s): Óscar Moncada      | Árbitro(s): Óscar Moncada |
| Olimpia avanzó a las semifinales. |                      |     |       |                                |                           |

| 30 de noviembre de 2017, 19:00. | Juticalpa F. C.               | 2:3 | Real España                           | Estadio Juan Ramón Brevé Vargas, Juticalpa. |                            |
|                                 | Colón 23' · Quiroz 60' (a.g.) |     | Martínez 6' · López 55' · Arévalo 73' | Árbitro(s): Nelson Salgado                  | Árbitro(s): Nelson Salgado |

| 7 de diciembre de 2017, 16:00.        | Real España              | 2:0 | Juticalpa F. C. | Estadio Francisco Morazán, San Pedro Sula. |                               |
|                                       | Zalazar 11' · Vuelto 66' |     |                 | Árbitro(s): Orlando Hernández              | Árbitro(s): Orlando Hernández |
| Real España avanzó a las semifinales. |                          |     |                 |                                            |                               |

### Semifinales
| 21 de diciembre de 2017, 10:00. | Real España                               | 3:0 | Marathón | Estadio Olímpico Metropolitano, San Pedro Sula. |                         |
|                                 | Delgado 53' · Oseguera 69' · Oseguera 72' |     |          | Árbitro(s): Raúl Castro                         | Árbitro(s): Raúl Castro |

| 23 de diciembre de 2017, 15:00. | Marathón                                | 3:1 | Real España  | Estadio Olímpico Metropolitano, Puerto Cortés. |                           |
|                                 | Lacayo 53' · Arboleda 56' (p.) 62' (p.) |     | Martínez 10' | Árbitro(s): Saíd Martínez                      | Árbitro(s): Saíd Martínez |
| Real España avanzó a la final.  |                                         |     |              |                                                |                           |

| 20 de diciembre de 2017, 15:00. | Olimpia                          | 2:0 | Motagua | Estadio Nacional, Tegucigalpa. |                           |
|                                 | Estupiñán 79' · López 90+5' (p.) |     |         | Árbitro(s): Saíd Martínez      | Árbitro(s): Saíd Martínez |

| 23 de diciembre de 2017, 15:00. | Motagua                     | 3:1 | Olimpia | Estadio Nacional, Tegucigalpa. |                              |
|                                 | Vega 48' · Castillo 55' 74' |     | Moya 3' | Árbitro(s): Melvin Matamoros   | Árbitro(s): Melvin Matamoros |
| Motagua avanzó a la final.      |                             |     |         |                                |                              |

### Final
| 27 de diciembre de 2017, 17:30. | Real España    | 2:0 | Motagua | Estadio Olímpico Metropolitano, San Pedro Sula. |                              |
|                                 | Vuelto 36' 76' |     |         | Árbitro(s): Héctor Rodríguez                    | Árbitro(s): Héctor Rodríguez |

| 30 de diciembre de 2017, 16:00.  | Motagua               | 2:1 | Real España | Estadio Nacional, Tegucigalpa. |                           |
|                                  | Castillo 62' 73' (p.) |     | Tejeda 108' | Árbitro(s): Saíd Martínez      | Árbitro(s): Saíd Martínez |
| Real España se consagró campeón. |                       |     |             |                                |                           |

|                                 |
| Campeón Real España 12.° título |

### Goleadores
| Pos. | Jugador              | Equipo          | Goles |
| ---- | -------------------- | --------------- | ----- |
| 1.°  | Yustin Arboleda      | Marathón        | 13    |
| 1.°  | Rubilio Castillo     | Motagua         | 13    |
| 2.°  | Darixon Vuelto       | Real España     | 9     |
| 3.°  | Roger Rojas          | Olimpia         | 8     |
| 4.°  | Jairo Róchez         | UPNFM           | 7     |
| 4.°  | Gerson Tinoco        | Juticalpa F. C. | 7     |
| 5.°  | Jamal Charles        | Vida            | 6     |
| 5.°  | Diego Reyes          | Real Sociedad   | 6     |
| 5.°  | Mayron Flores        | UPNFM           | 6     |
| 5.°  | Ovidio Lanza         | Juticalpa F. C. | 6     |
| 5.°  | Osman Melgares       | Real Sociedad   | 6     |
| 5.°  | Marco Tulio Vega     | Motagua         | 6     |
| 5.°  | Brunet Hay           | Platense        | 6     |
| 5.°  | Christian Altamirano | Real España     | 6     |

## Estadísticas

### Clasificados a torneos internacionales
| Clasificado | Concacaf Liga Campeones 2019-20 |
| ----------- | ------------------------------- |
| Marathon    | Mejor Campeón Temporada 2017-18 |

| Clasificado | Liga Concacaf 2018                  |
| ----------- | ----------------------------------- |
| Real España | Campeón Torneo Apertura 2017        |
| Motagua     | Segundo Lugar Tabla General 2017-18 |

### Promedio de Descenso
| Pos  | Equipo            | Ap. 2017 | Cl. 2018 | Total | PJ | Promedio |
| ---- | ----------------- | -------- | -------- | ----- | -- | -------- |
| 1.º  | Marathon          | 34       | -        | 34    | 18 | 2.1667   |
| 2.º  | Motagua           | 33       | -        | 33    | 18 | 1.7778   |
| 3.º  | Olimpia           | 31       | -        | 31    | 18 | 1.7222   |
| 4.º  | Real España       | 29       | -        | 29    | 18 | 1.5556   |
| 5.º  | Juticalpa F. C.   | 28       | -        | 28    | 18 | 1.3333   |
| 6.º  | UPNFM             | 24       | -        | 24    | 18 | 1.3333   |
| 7.º  | Real Sociedad     | 22       | -        | 22    | 18 | 1.3333   |
| 8.º  | Vida              | 21       | -        | 21    | 18 | 1.0000   |
| 9.º  | Platense          | 19       | -        | 19    | 18 | 0.8333   |
| 10.º | Honduras Progreso | 13       | -        | 13    | 18 | 0.5000   |

|  |                                                                                              |
|  | El equipo que ocupe esta posición al finalizar la temporada descenderá a la Liga de Ascenso. |